# La Bastide-Pradines

La Bastide-Pradines este o comună în departamentul Aveyron din sudul Franței. În 1 ianuarie 2022 avea o populație de 120 de locuitori.